# Ulica Wenedów w Warszawie
Ulica Wenedów – ulica na Nowym Mieście w Warszawie, biegnąca od ul. Wybrzeże Gdańskie do ul. Zakroczymskiej.

## Historia
Nieistniejąca już ulica Spadek została wytyczona w 1772 roku przez Komisję Brukową w miejscu starszej drogi, która korytem rzeczki Bełczącej prowadziła z ul. Zakroczymskiej nad brzeg Wisły. Trakt ten stanowił północną granicę Nowego Miasta, poza którą rozciągały się grunty przedmiejskie należące do Starej Warszawy.
W tym samym rejonie ok. 1925 roku, w trakcie zagospodarowywania terenów esplanady Cytadeli, została wytyczona ulica Wenedów, jako zjazd z mostu przy Cytadeli na ul. Zakroczymską. Ulica została przebudowana w latach 1958−1959, podczas budowy mostu Gdańskiego.
W 1991 powstał przy ulicy 30-miejscowy dom-kontener „Przytulisko” dla narkomanów będących nosicielami wirusa HIV oraz chorych na AIDS, przeciwko czemu protestowali lokalni mieszkańcy. 
Nazwa ulicy pochodzi od ludu Wenedów.

## Ważniejsze obiekty
- Park Romualda Traugutta
- Zdrój Królewski